# Den frelsende Film
Den frelsende Film ist ein dänisches Stummfilmdrama aus dem Jahre 1916 von Holger-Madsen um eine Film-Primadonna und drei Liebhaber, die sich bekämpfen und selbst vor Mord nicht zurückschrecken. Eine inszenierte Filmvorführung wird Auslöser für ein Mordgeständnis.

## Handlung
Die Schauspielerin Ilse Weilbach hat gleichzeitig drei Verehrer: den Regisseur Franz Schmidt, den Schauspieler Arthur Thorn und ihren Verlobten Ferdinand Evers.
Arthur Thorn hat einen hinterlistigen Plan ausgearbeitet. Er sucht Franz Schmidt auf und rät ihm, seine Liebe zu Ilse zu gestehen. Franz Schmidt geht zu Ilse Weilbach und schildert seine Gefühle für sie, aber sie kann ihm nur antworten, dass sie ihn nicht liebt. Er wird dabei im Gespräch von Ferdinand Evers belauscht und fühlt sich der Lächerlichkeit preisgegeben. Später bereut Ilse Weilbach das Gespräch und beschließt, Franz Schmidt um Verzeihung zu bitten. Einige Tage später verabreden sich der Regisseur und Ferdinand Evers in dessen Haus, um gemeinsam eine neue Rolle zu proben, und am nächsten Tag wird Ferdinand Evers tot im Garten vor seinem Haus aufgefunden. Nach Befragung verschiedener Mitarbeiter der Filmgesellschaft durch die Polizei wird Franz Schmidt als Tatverdächtiger verhaftet. Ilse Weilbach erinnert sich daran, dass sie, Ferdinand Evers und Arthur Thorn vor kurzem gemeinsam in einem Film aufgetreten sind, in dem Arthur Thorn, der die Rolle des schmachtenden Freiers spielte, Ferdinand Evers erwürgte. Am Tag des Prozessbeginns wird Arthur Thorn überraschend im Verhörraum der Film gezeigt, in dem er vor einigen Tagen die Rolle des Bösewichts gespielt hat. Der Anblick der Filmbilder wirkt verstörend und er gesteht seinen Mord. Nach der Freilassung verzeiht Franz Schmidt Ilse Weilbach und sie bietet ihm ihre Hand fürs Leben an.